# Datschne (Odessa)
Datschne (ukrainisch Дачне; russisch Дачное Datschnoje) ist ein Dorf in der Oblast Odessa im Südwesten der Ukraine mit etwa 8500 Einwohnern (2004).

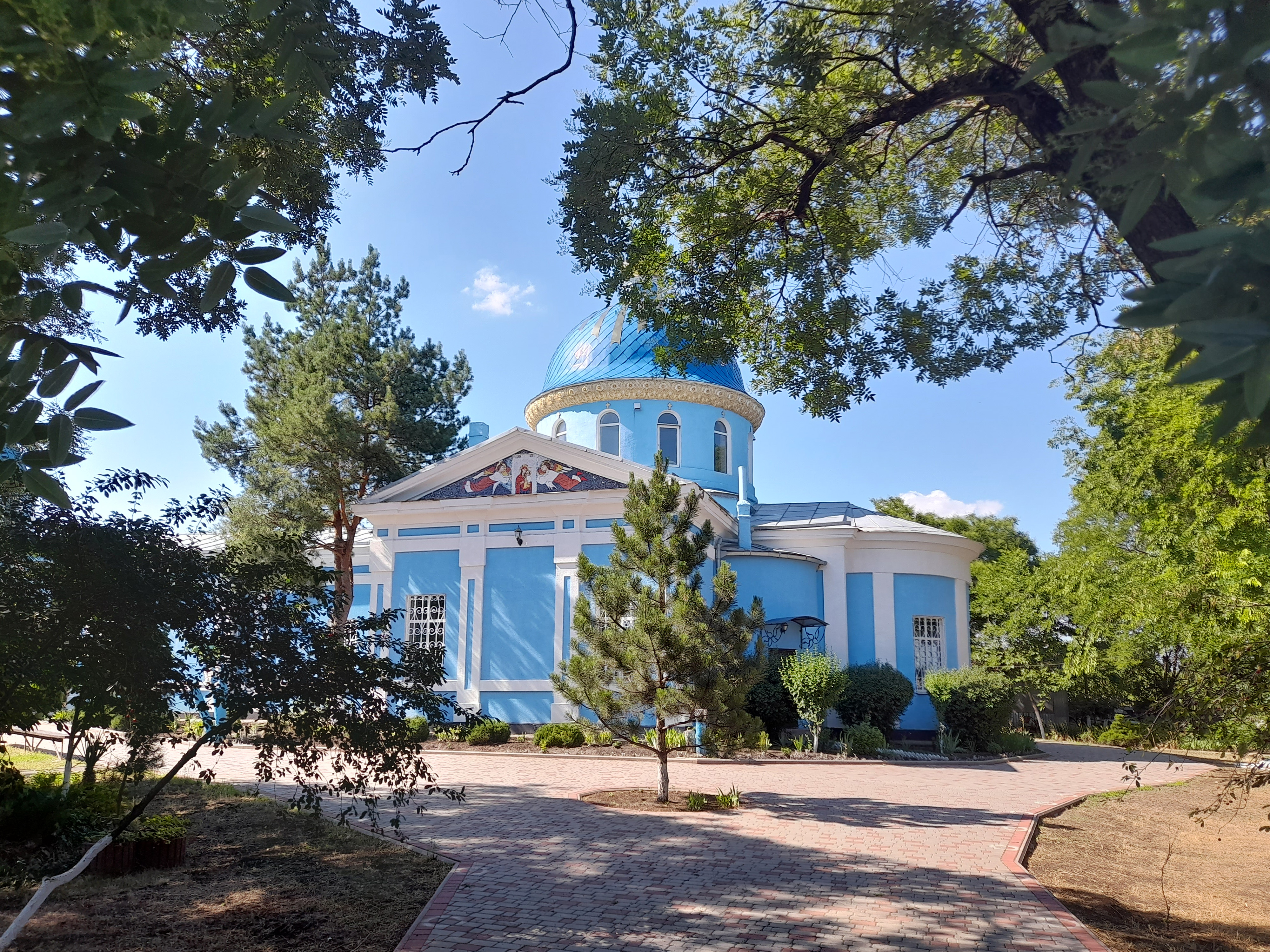
Kirche im Ort

Das 1794 gegründete Dorf liegt an der Fernstraße M 05 / E 95, die Ortschaft besitzt eine Bahnstation an der Bahnstrecke Krasne–Odessa.
Das Stadtzentrum von Odessa befindet sich 22 Kilometer südöstlich und das ehemalige Rajonzentrum Biljajiwka liegt etwa 50 Kilometer südwestlich von Datschne.

## Verwaltungsgliederung
Am 12. Juni 2020 wurde das Dorf zum Zentrum der neugegründeten Landgemeinde Datschne (Дачненська сільська громада/Datschnenska silska hromada). Zu dieser zählten auch noch die 6 in der untenstehenden Tabelle aufgelistetenen Dörfer und die Ansiedlung Switlohirske (seit 2020 ein Dorf), bis dahin bildete es die gleichnamige Landratsgemeinde Datschne (Дачненська сільська рада/Datschnenska silska rada) im Osten des Rajons Biljajiwka.
Seit dem 17. Juli 2020 ist es ein Teil des Rajons Odessa.
Folgende Orte sind neben dem Hauptort Datschne Teil der Gemeinde:
| Name                     | Name          | Name                           |
| ukrainisch transkribiert | ukrainisch    | russisch                       |
| ------------------------ | ------------- | ------------------------------ |
| Chomynka                 | Хоминка       | Хоминка (Chominka)             |
| Bolharka                 | Болгарка      | Болгарка (Bolgarka)            |
| Jehoriwka                | Єгорівка      | Егоровка (Jegorowka)           |
| Jelysawetiwka            | Єлизаветівка  | Елизаветовка (Jelisawetowka)   |
| Male                     | Мале          | Малое (Maloje)                 |
| Odradowe                 | Одрадове      | Отрадово (Otradowo)            |
| Switlohirske             | Світлогірське | Светлогорское (Swetlogorskoje) |